# Hoeven
Hoeven è una località e un'ex-municipalità dei Paesi Bassi situata nella provincia del Brabante Settentrionale. Soppressa il 1º gennaio 1997, il suo territorio, insieme ai territori di Oudenbosch e Oud- en Nieuw-Gastel è andato a costituire la nuova municipalità di Halderberge.